# Візуальна комунікація
Візуа́льна комуніка́ція — зв'язок шляхом засобів візуалізації, що визначається як передача ідей та інформації у формах, які можна прочитати або розглянути. Візуальна комунікація частково або повністю покладається на зір, і в основному представлена або виражена двовимірними зображеннями. Вона включає в себе: знак, типографіку, графіку, графічний дизайн, ілюстрацію, промисловий дизайн, рекламу, цифрову анімацію та електронні ресурси. Вона також досліджує ідею, що візуальне повідомлення супровідного тексту має велику силу інформувати, освічувати, або переконувати людину чи людей.

## Огляд
Інтерпретація зображення людиною-реципієнтом є суб'єктивною. Так,  оцінка  візуального зв'язку у дизайні — хороший чи ні — в основному не базується на вимірюванні розуміння глядачами власних естетичних та / або художніх уподобань, оскільки не існує універсально узгоджених принципів краси і потворності. Виняток становлять двовимірні зображення, є й інші способи виразити інформацію візуально — жести і мова тіла, анімація (цифрова або аналогова), і кіно. Візуальна комунікація електронної пошти та текстового середовища зазвичай виражається за допомогою  кодового малюнку, смайлів, і вбудованих цифрових зображень .

Око Гора

Термін «Візуальна презентація» використовується для позначення фактичного подання інформації через видиме середовище, таке як текст або зображення. Останні дослідження в області були зосереджені на вебдизайні і графічно-орієнтованих можливостях. Графічні дизайнери також використовують методи візуальної комунікації у своїй професійній практиці. Візуальна комунікація у всесвітній мережі, мабуть, чи найважливіша форма комунікації, коли  користувачі знаходяться он-лайн. Оглядаючи інтернет, очі як основний орган чуття, виконують важливу візуальну функцію для представлення сайту з огляду його вмісту.
---
Око Гора часто згадується як символ візуальної комунікації. Це, як кажуть, уявлення затемнення, а корони навколо зіниці, як корони навколо Сонця під час сонячного затемнення.

## Важливі постаті
Олдос Гакслі високо цінується як один з найвідоміших дослідників візуальної комунікації та теорій пов'язаних із зором. Ставши майже сліпим у підлітковому віці внаслідок хвороби, це спонукалой його  стати одним з найбільш обізнаних людей, які коли-небудь вивчали візуальну комунікацію. Його робота включає в себе важливі романи на тему нелюдських аспектів науково-технічного прогресу, найбільш відомі «Чудовий Новий Світ» і «Мистецтво Бачити». Він описав «можливість бачити» як результат вибору та сприйняття. Одина з його найвідоміших цитат «Чим більше ви бачите, тим більше ви знаєте.»
Макс Вертґеймер — батько гештальтпсихології (Gestalt — форма або образ),  акцентує на просторі, на його властивості групування як цілісного сприйняття за подібністю форми чи кольору . Дивлячись на продовження, закриття і групи фігури, людська уява добудовує графічні елементи у цілість.

## Вивчення візуальних комунікацій
Вивчення візуальної комунікації  передбачає ознайомлення з основами фізики світла, анатомію та фізіологію очей, когнітивні теорії і теорії сприйняття, теорії кольору, гештальтпсихологію, естетику, природні структури читання, принципи проектування, семіотику, переконання, дії камери / зйомки і типи зображень, і т.д. 
Візуальна комунікація відбувається не лише через картини, графіки та діаграми, а й  також через знаки, сигнали і символи . 

## Аналіз зображень
Зображення можна проаналізувати  з різних точок зору, наприклад, є шість основних пунктів  представлених Полом Мартіном Лестером.